# Daifuku-ji
 Daifuku-ji (大福寺?) es un templo budista en la ciudad de Tateyama, al sur de la Prefectura de Chiba. Pertenece a la rama del Budismo Shingon, concretamente a la Secta Chizen. Se trata del tercer templo en la Peregrinación de Awa Kannon.

## Historia
Según la tradición, el templo fue fundado por Gyōki (668 - 749) en 717, a principios del periodo Nara. Más tarde fue utilizado de nuevo por la visita de un sacerdote budista Tendai, Ennin (794 - 864), a principios del periodo Heian. Se desconoce la fecha en que el templo regresó a la secta Shingon. El templo recibió un sello de certificación juinjō (朱 印 状) del Shogunato Tokugawa durante el periodo Edo.

## Edificios
- El Daifuku-ji es conocido por el Salón de Kannon (観音堂 kannondō?), dedicado a la diosa Kannon, que se sitúa a 70 metros de altura en un acantilado de toba volcánica del monte Funakata. Por esta razón, se le conoce también como Kannon-dō del acantilado,  Gake no Kannon-dō (崖の観音?). Dentro de la sala, y tallada directamente sobre la piedra, se encuentra un relieve de la diosa Kannon de 1'5 metros, con la finalidad de proteger a los pescadores y agricultores de la zona. Esta estatua se considera una Propiedad Cultural Tangible de la ciudad de Tateyama.

- En la parte inferior de la ladera del monte se encuentra el   Hondō   ( 本 堂?), el salón principal del templo.

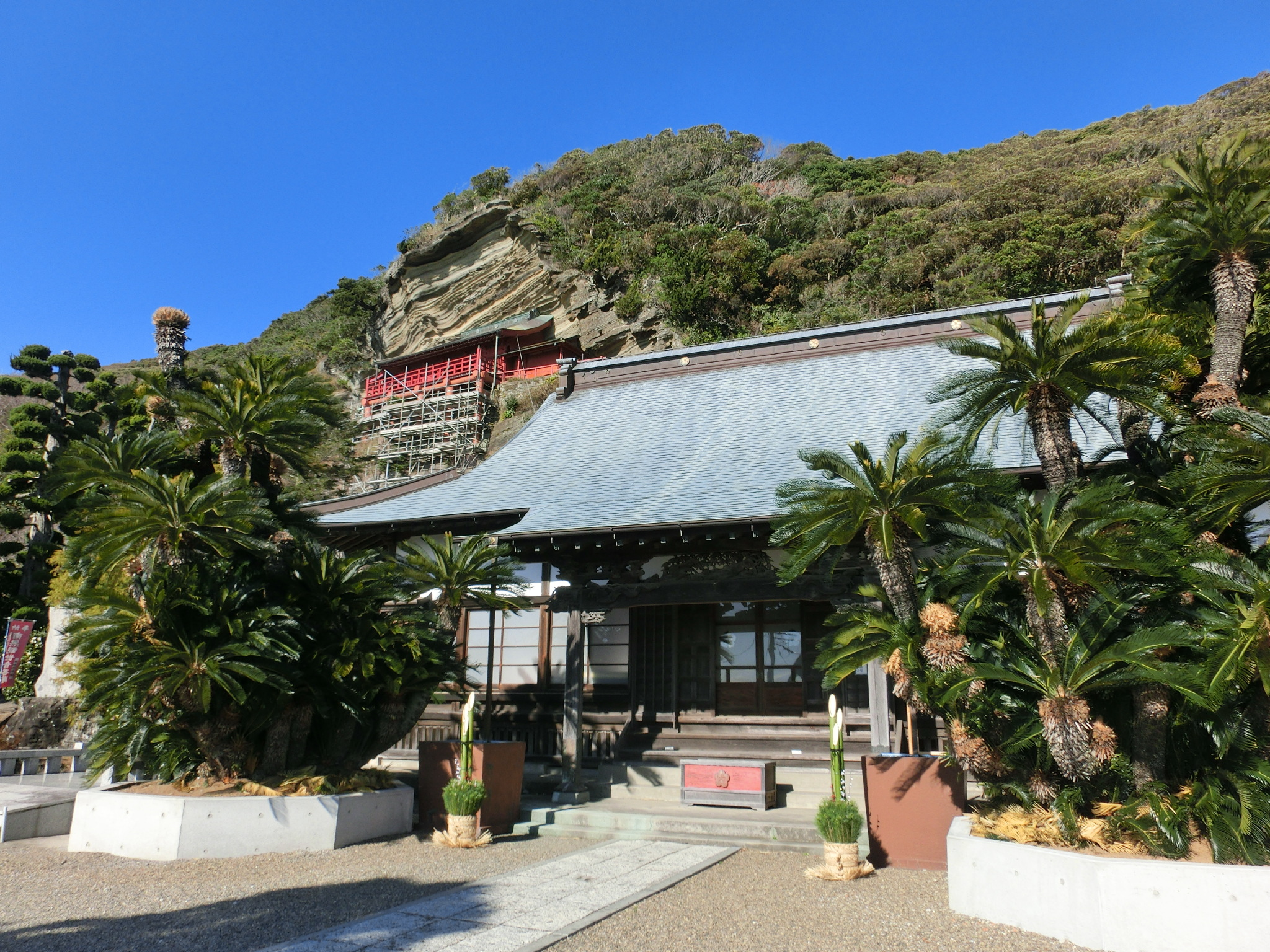
El Hondō (salón principal) del templo.